# Neu!
NEU! (1971-1975) var ett tyskt krautrockband som bestod av två före detta medlemmar från tidiga Kraftwerk, Michael Rother och Klaus Dinger. Bandets namn stavas just med bara stora bokstäver och utropstecken.
Bandet, som med sin starkt rytmiska och monotona musik är ett typexempel på vad som kommit att kallas krautrock, fick aldrig några kommersiella framgångar, men anses i idag mycket inflytelserika och har varit inspirationskälla åt många sentida band som till exempel Sonic Youth, Simple Minds, Joy Division, Ultravox, Strasse, David Bowie, Stereolab och Electrelane. Efter att bandet släppt sin tredje skiva 1975 splittrades duon och båda har senare både varit medlemmar i andra band och har solokarriärer.
2003 förekom låten Super 16 från deras andra LP NEU! 2 i filmen Kill Bill: Volume 1.

## Medlemmar
- Klaus Dinger – sång, trummor, gitarr, keyboard, koto, percussion (1971–1975, 1985–1986; död 2008)
- Michael Rother – gitarr, basgitarr, keyboard (1971–1975, 1985–1986)
- Eberhard Kranemann – basgitarr, slidegitarr (1972)
- Uli Trepte – basgitarr (1972; död 2009)
- Thomas Dinger – trummor (1975; död 2002)
- Hans Lampe – trummor (1975)
- Konrad Mathieu – basgitarr (1985–1986)
- Georg Sessenhausen – trummor (1985–1986)

## Diskografi
Studioalbum
- 1972 – NEU!
- 1973 – NEU! 2
- 1975 – NEU! '75
- 1985 – NEU! '86

Singlar
- 1972 – Super